# Stil (radioprogram)
Stil är ett radioprogram om mode och kulturhistoria i Sveriges Radio P1. Programmet handlar om mode och stil i vid bemärkelse och har inte enbart fokus på de senaste trenderna. Det handlar lika mycket om modeskapare, industri och konsumenter, som om plaggen och kontexten i vilken de och dess skapare befinner sig. Programmet produceras av produktionsbolaget Filt och programledare är Susanne Ljung.